# Duke Robillard
Michael 'Duke' Robillard (Woonsocket, 4 oktober 1948) is een Amerikaanse bluesmuzikant (zang, gitaar).

## Biografie
Robillard kreeg pas aandacht in 1967 in Westerley (Rhode Island) als oprichter van Roomful of Blues. In 1979 verliet hij de band weer om leadgitarist te worden bij Robert Gordon. Daarna was hij kort lid van de Legendary Blues Band. In 1981 formeerde hij dan de Duke Robillard Band, die spoedig werd hernoemd naar Duke Robillard & the Pleasure Kings. Nadat de band in 1984 een platencontract kreeg bij Rounder Records, brachten ze een reeks albums uit. In 1990 werd de band ontbonden.
Nog in hetzelfde jaar verving Robillard samen met Doug Bangham, Jimmie Vaughan bij The Fabulous Thunderbirds, die kort daarna werden ontbonden. Vanaf dan werkte Robillard als soloartiest, die tijdens de jaren 1990 en 2000 een veelheid albums op de markt bracht. Hij werd ook op Chris Florys album Blues in my Heart (2003) benadrukt. Vanaf april 2013 speelde hij voor enkele concerten in de band van Bob Dylan.

## Discografie
- 1983: Duke Robillard & the Pleasure Kings (Rounder)
- 1985: Too Hot to Handle (Rounder)
- 1987: Swing (Rounder)
- 1988: Rockin' Blues (Rounder)
- 1988: You Got Me (Rounder)
- 1990: After Hours Swing Session (Rounder)
- 1990: Turn It Around (Rounder)
- 1994: Temptation (Pointblank)
- 1996: Duke's Blues (Stony Plain Records)
- 1997: Dangerous Place (Pointblank)
- 1997: Plays Jazz (Bullseye)
- 1998: Plays Blues (Bullseye)
- 1998: Stretchin' Out (livealbum) (Stony Plain Records)
- 1999: New Blues for Modern Man (Stony Plain Records)
- 1999: La Palette Blue (Dixiefrog) (als New Blues voor Modern Man met een extra song)
- 1999: Conversations in Swing Guitar (Stony Plain Records)
- 2000: Explorer (Stony Plain Records)
- 2002: Living with the Blues (Stony Plain Records)
- 2003: More Conversations in Swing Guitar (Stony Plain Records)
- 2003: Exalted Lover (Stony Plain Records)
- 2004: Blue Mood: The Songs of T-Bone Walker (Stony Plain Records)
- 2004: Blue Mood: The Songs of T-Bone Walker (Dixiefrog) (8 extra songs op 2 cd's)
- 2004: New Guitar Summit (Stony Plain Records)
- 2005: The Duke Meets The Earl (Stony Plain Records)
- 2005: A Special Evening At Blackstone Theatre (Stony Plain Records) (dvd en cd)
- 2006: Guitar Groove A-Rama (Stony Plain Records)
- 2006: The Unheard Duke Robillard Tapes (2006) (Blue Duchess)
- 2007: World Full of Blues (Stony Plain Records) (2 cd)
- 2008: A Swing Session with Duke Robillard (Stony Plain Records)
- 2009: Best Of Rounder Records (Rounder)
- 2009: Duke's Box-The Blues And More (Dixiefrog) (3 cd-box)
- 2010: Tales From The Tiki Lounge (Blue Duchess)
- 2010: Passport to the Blues (Stony Plain Records)
- 2011: Low Down and Tore Up (Stony Plain Records)
- 2012: Wobble Walkin (Blue Duchess)
- 2013: Independently Blue (Stony Plain Records)
- 2014: Calling All Blues! (Stony Plain Records)
- 2015: The Acoustic Blues & Roots of Duke Robillard (Stony Plain Records)
- 2016: Blues Full Circle (Stony Plain Records)
- 2017: Duke Robillard And His Dames Of Rhythm (M.C.Records)

- Bibliothèque nationale de France: cb14001852d (data)
- Gemeinsame Normdatei: 134978854
- International Standard Name Identifier: 0000 0001 0906 2185
- Library of Congress Control Number: n88618368
- MusicBrainz: ea3c3917-8964-48b9-b4cb-ecf714b95c7d
- Nationale Bibliotheek van Tsjechië: xx0081248
- Nationale Bibliotheek van Israël: 987011340154305171
- Nederlandse Thesaurus van Auteursnamen: 074170007
- Système universitaire de documentation: 08691409X
- Virtual International Authority File: 76150746869816300635